# 木里垂头菊
木里垂头菊（学名：Cremanthodium suave）是菊科垂头菊属的植物，是中国的特有植物。分布于中国大陆的云南等地，生长于海拔3,000米至4,300米的地区，常生于山坡、林缘以及高山草地，目前尚未由人工引种栽培。